# Leichtathletik-Europameisterschaften 1978/Diskuswurf der Männer

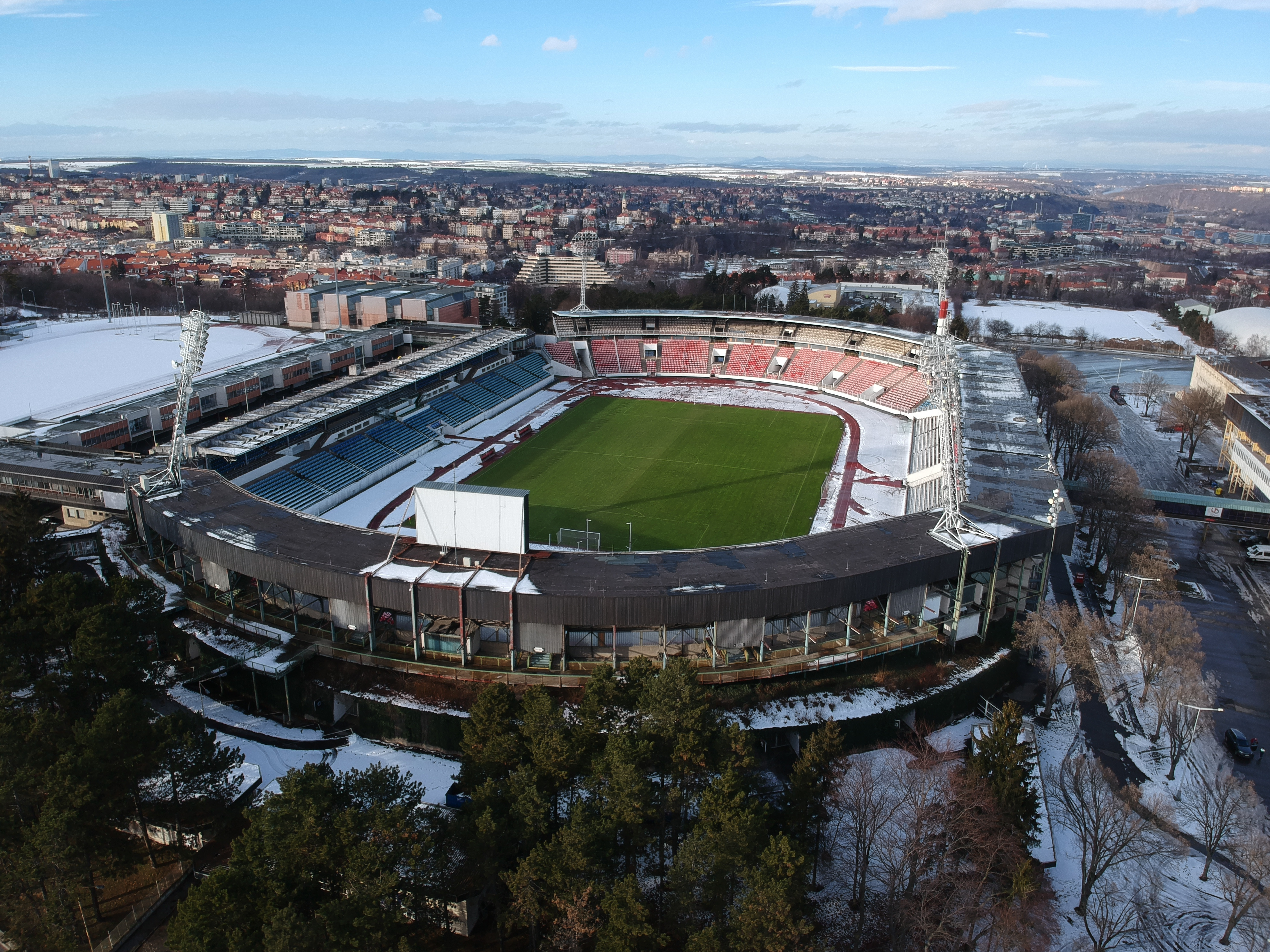
Das Stadion Evžena Rošického von Prag im Jahr 2009

Der Diskuswurf der Männer bei den Leichtathletik-Europameisterschaften 1978 wurde am 2. und 3. September 1978 im Stadion Evžena Rošického von Prag ausgetragen.
Europameister wurde der Olympiazweite von 1976 und Weltrekordinhaber Wolfgang Schmidt aus der DDR, der zwei Tage zuvor bereits Bronze im Kugelstoßen errungen hatte. Platz zwei belegte der Finne Markku Tuokko. Der Tschechoslowake Imrich Bugár kam auf den dritten Rang.

## Rekorde

### Bestehende Rekorde
| Weltrekord           | 71,16 m | Wolfgang Schmidt | Ost-Berlin (heute Berlin), DDR (heute Deutschland) | 9. August 1978  |
| Europarekord         | 71,16 m | Wolfgang Schmidt | Ost-Berlin (heute Berlin), DDR (heute Deutschland) | 9. August 1978  |
| Meisterschaftsrekord | 63,90 m | Ludvík Daněk     | EM Helsinki, Finnland                              | 15. August 1971 |

### Rekordverbesserung
Europameister Wolfgang Schmidt aus der DDR verbesserte den bestehenden EM-Rekord im Finale am 3. September um 2,92 m auf 66,82 m. Zu seinem eigenen Welt- und Europarekord fehlten ihm 4,34 m.

## Legende
Kurze Übersicht zur Bedeutung der Symbolik – so üblicherweise auch in sonstigen Veröffentlichungen verwendet:
| –  | verzichtet         |
| x  | ungültig           |
| CR | Championshiprekord |

## Qualifikation
2. September 1978, 9:30 Uhr
Zwanzig Teilnehmer traten in zwei Gruppen zur Qualifikationsrunde an. Neun von ihnen (hellblau unterlegt) übertrafen die Qualifikationsweite für den direkten Finaleinzug von 60,00 m. Damit war die Mindestzahl von zwölf Finalteilnehmern nicht erreicht. Das Finalfeld wurde mit den drei nächstplatzierten Sportlern (hellgrün unterlegt) auf zwölf Werfer aufgefüllt. So reichten für die Finalteilnahme schließlich 59,28 m.

### Gruppe A
| Platz | Name             | Nation           | 1. Versuch (m) | 2. Versuch (m) | 3. Versuch (m) | Bestweite (m) |
| 1     | Wolfgang Schmidt | DDR              | 67,20          | –              | –              | 67,20         |
| 2     | Markku Tuokko    | Finnland         | 62,82          | –              | –              | 62,82         |
| 3     | Knut Hjeltnes    | Norwegen         | 59,10          | x              | 62,36          | 62,36         |
| 4     | Ihor Duhinez     | Sowjetunion      | 59,58          | 61,51          | –              | 61,51         |
| 5     | Óskar Jakobsson  | Island           | 60,86          | x              | x              | 60,86         |
| 6     | Ferenc Tégla     | Ungarn           | 59,82          | 57,10          | 57,80          | 59,82         |
| 7     | Silvano Simeon   | Italien          | 56,22          | 59,28          | x              | 59,28         |
| 8     | Werner Hartmann  | BR Deutschland   | x              | 59,14          | 57,12          | 59,14         |
| 9     | Josef Šilhavý    | Tschechoslowakei | ? a            | ? a            | ? a            | 57,28         |

### Gruppe B

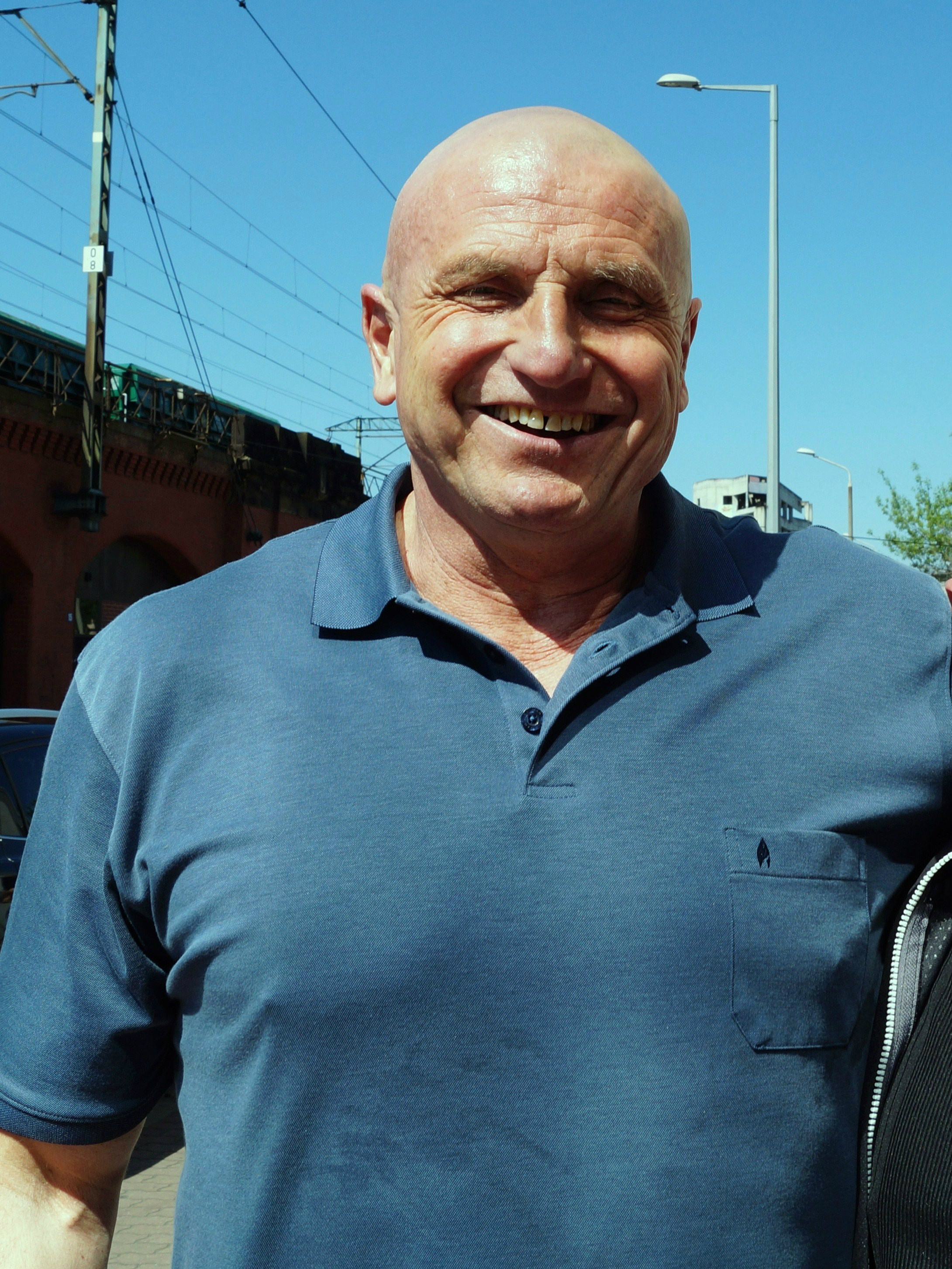
Als Vierzehnter der Qualifikation verfehlte Dariusz Juzyszyn das Finale um einen knappen halben Meter
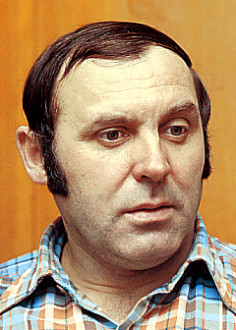
Der Europameister von 1971 und Olympiasieger von 1972 Ludvík Daněk (hier im Jahr 2014) hatte nicht mehr die Form früherer Tage und schied in der Qualifikation aus

| Platz | Name                 | Nation           | 1. Versuch (m) | 2. Versuch (m) | 3. Versuch (m) | Bestweite (m) |
| 1     | Wolfgang Warnemünde  | DDR              | 63,80          | –              | –              | 63,80         |
| 2     | Alwin Wagner         | BR Deutschland   | 58,54          | 62,04          | –              | 62,04         |
| 3     | Imrich Bugár         | Tschechoslowakei | 60,22          | 60,96          | x              | 60,96         |
| 4     | Dmytro Kowzun        | Sowjetunion      | 60,96          | 56,94          | 60,14          | 60,96         |
| 5     | Welko Welew          | Bulgarien        | 59,62          | 58,00          | 56,82          | 59,62         |
| 6     | Dariusz Juzyszyn     | Polen            | x              | 58,48          | 58,86          | 58,86         |
| 7     | Ludvík Daněk         | Tschechoslowakei | x              | 54,70          | 58,60          | 58,60         |
| 8     | Armando De Vincentis | Italien          | x              | 57,10          | 58,20          | 58,20         |
| 9     | Frédéric Piette      | Frankreich       | 53,52          | 57,08          | 57,54          | 57,54         |
| 10    | Juhani Tuomola       | Finnland         | ? a            | ? a            | ? a            | 56,38         |
| 11    | János Faragó         | Ungarn           | x              | x              | 56,14          | 56,14         |

## Finale
3. September 1978, 17:10 Uhr
| Platz | Name                | Nation           | 1. Versuch (m)                         | 2. Versuch (m)                         | 3. Versuch (m)                         | 4. Versuch (m)                         | 5. Versuch (m)                         | 6. Versuch (m)                         | Bestweite (m) |
| 1     | Wolfgang Schmidt    | DDR              | 64,04                                  | 61,68                                  | 64,52                                  | 62,08                                  | 65,94                                  | 66,82                                  | 66,82 CR      |
| 2     | Markku Tuokko       | Finnland         | 58,84                                  | x                                      | 62,48                                  | 63,46                                  | 64,90                                  | x                                      | 64,90000      |
| 3     | Imrich Bugár        | Tschechoslowakei | 62,88                                  | 64,24                                  | 64,66                                  | x                                      | x                                      | ? b                                    | 64,66000      |
| 4     | Welko Welew         | Bulgarien        | 62,22                                  | 59,50                                  | x                                      | 64,56                                  | 61,06                                  | 63,06                                  | 64,56000      |
| 5     | Knut Hjeltnes       | Norwegen         | 61,72                                  | x                                      | 60,52                                  | 62,80                                  | 63,76                                  | x                                      | 63,76000      |
| 6     | Alwin Wagner        | BR Deutschland   | x                                      | 61,70                                  | 60,50                                  | 60,18                                  | x                                      | 62,70                                  | 62,70000      |
| 7     | Dmytro Kowzun       | Sowjetunion      | 60,76                                  | x                                      | x                                      | 61,84                                  | 61,40                                  | 61,46                                  | 61,84000      |
| 8     | Wolfgang Warnemünde | DDR              | 61,28                                  | 61,14                                  | 60,12                                  | 60,56                                  | x                                      | x                                      | 61,28000      |
| 9     | Ferenc Tégla        | Ungarn           | nicht im Finale der besten acht Werfer | nicht im Finale der besten acht Werfer | nicht im Finale der besten acht Werfer | nicht im Finale der besten acht Werfer | nicht im Finale der besten acht Werfer | nicht im Finale der besten acht Werfer | 60,22000      |
| 10    | Ihor Duhinez        | Sowjetunion      | nicht im Finale der besten acht Werfer | nicht im Finale der besten acht Werfer | nicht im Finale der besten acht Werfer | nicht im Finale der besten acht Werfer | nicht im Finale der besten acht Werfer | nicht im Finale der besten acht Werfer | 59,80000      |
| 11    | Óskar Jakobsson     | Island           | nicht im Finale der besten acht Werfer | nicht im Finale der besten acht Werfer | nicht im Finale der besten acht Werfer | nicht im Finale der besten acht Werfer | nicht im Finale der besten acht Werfer | nicht im Finale der besten acht Werfer | 59,44000      |
| 12    | Silvano Simeon      | Italien          | nicht im Finale der besten acht Werfer | nicht im Finale der besten acht Werfer | nicht im Finale der besten acht Werfer | nicht im Finale der besten acht Werfer | nicht im Finale der besten acht Werfer | nicht im Finale der besten acht Werfer | 59,16000      |

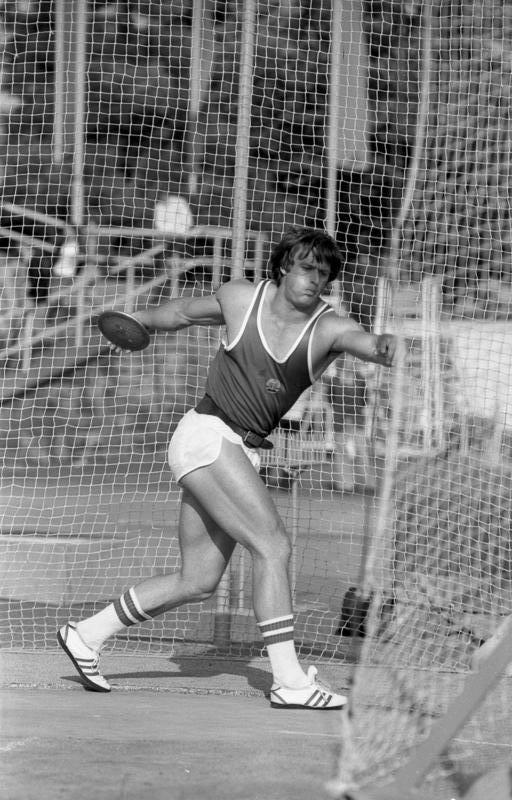
Europameister Wolfgang Schmidt, zwei Tage zuvor Kugelstoß-Dritter, Olympiazweiter 1976 und Weltrekordinhaber – in der Folge hatte er große Probleme mit dem politischen System der DDR, setzte jedoch seine Karriere nach der deutschen Wiedervereinigung mit einigen weiteren Erfolgen fort
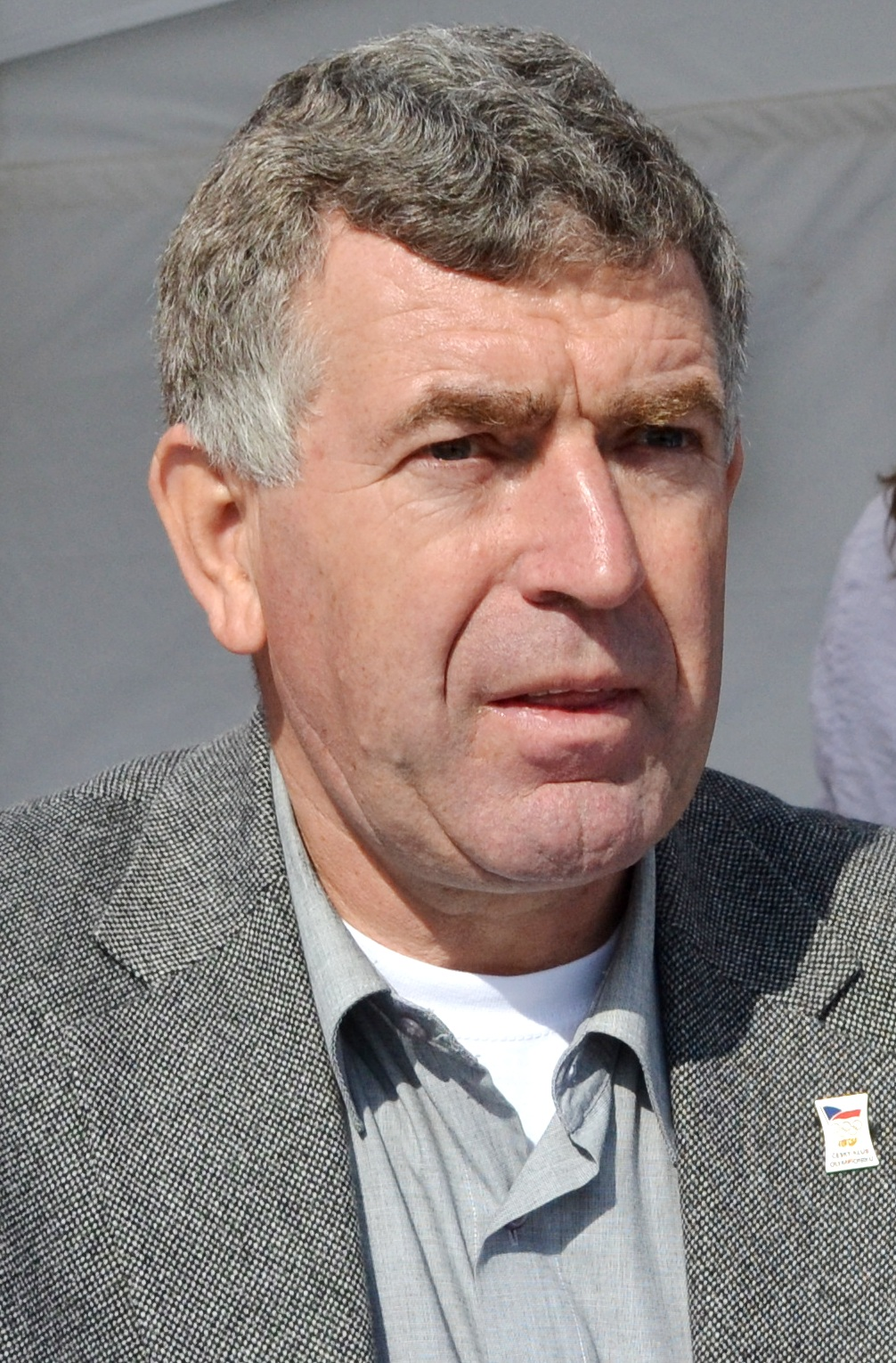
Bronzemedaillengewinner Imrich Bugár (hier im Jahr 2013) – später Gewinner zahlreicher Medaillen, unter anderem Olympiasilber 1980, EM-Gold 1982, WM-Gold 1983
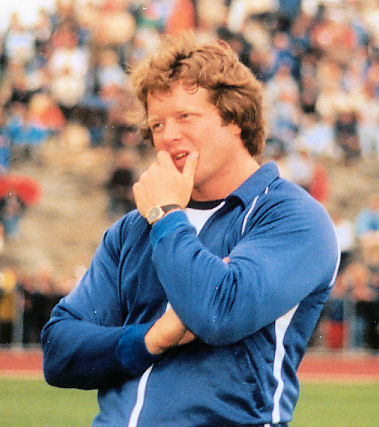
Knut Hjeltnes erreichte Platz fünf